# Vlier (beek)
De Vlier is een gekanaliseerde beek in de gemeente Deurne dat even ten zuiden van Griendtsveen ontstaat, uit een waterinlaat uit het Kanaal van Deurne.

## Loop van de beek
De beek stroomt in noordwestelijke richting vanaf de Peelhorst, en bereikt bij de Randweg de kom van Deurne. Het gedeelte ten oosten van de huidige Randweg werd vermoedelijk vóór de 19e eeuw geheel gegraven en zou als nieuwe bovenloop gaan dienen.
De oorspronkelijke bovenloop loopt nu nog als een sloot door het gebied ten zuidoosten van de Kulertseweg, bij de buurtschap Kulert. De oude en nieuwe bovenloop ontmoeten elkaar in het gebied tussen Randweg en Hornveld.
De naam Kulert is afgeleid van het woord Kuilensvoorde, en duidt op de doorgang door de oorspronkelijke bovenloop van de Vlier ter hoogte van de huidige Wittedijk. Later werd op die plek de Bulbrug aangelegd, vernoemd naar de oorspronkelijke naam van de oorspronkelijke bovenloop van de Vlier, de Bulloop. Deze naam is niet meer in het landschap terug te vinden.
De Vlier stroomt voorbij de Kerkeindseweg voornamelijk in noordwestelijke richting om uiteindelijk in de Kaweise Loop te stromen. Vóór 1832 werd de beek Bakelse Aa genoemd, maar deze benaming is tegenwoordig gereserveerd voor de weinige kilometers na de samenvloeiing van de Kaweise Loop en de Oude Aa. De naam De Vlier is derhalve niet ouder dan de 19e eeuw.

## Kastelen en watermolens
De Vlier voedt de watermolen aan het Haageind, die daar sinds de 14e eeuw ligt, en levert daarnaast het water voor de grachten van het Groot Kasteel en het Klein Kasteel, beide eveneens in de 14e eeuw aan weerszijden van het Haageind gebouwd. Ook moet de Vlier iets verder stroomafwaarts de watermolen aan de Kerkeindseweg hebben aangedreven, tot deze omstreeks 1600 door brand verwoest werd.

## Trivia
- De wijken Vlier-Noord en Vlier-Zuid, die in Deurne tussen 1980 en 1995 werden gebouwd op de voormalige Vloeiakker ten noorden van de kom van het dorp, zijn naar deze waterloop genoemd.